# Enfin la liberté
Enfin la liberté (France) ou Enfin, ils partent (Québec) (At Long Last Leave)  est le 14e épisode de la saison 23 de la série télévisée Les Simpson. C'est le 500e épisode de la série.

## Synopsis
Les citoyens de Springfield décident de bannir les Simpson de la ville, les estimant dangereux pour le bien de la communauté. En exil, la famille découvre une terre paradisiaque où chacun vit près de la nature. Ils y rencontrent Julian Assange qui y tient le quartier général de WikiLeaks. Mais les Simpson, particulièrement Marge, ont le mal du pays. En cachette, Homer et Marge reviennent chez eux mais sont découverts par les Springfieldiens. Ceux-ci étant mis au courant de l'existence du nouvel habitat des Simpson, ils décident de s'y installer et d'y reconstruire entièrement la ville. Il ne reste plus à Springfield que le principal Skinner.

## Réception
Lors de sa première diffusion l'épisode a rassemblé 5,8 millions de téléspectateurs.

## Références culturelles

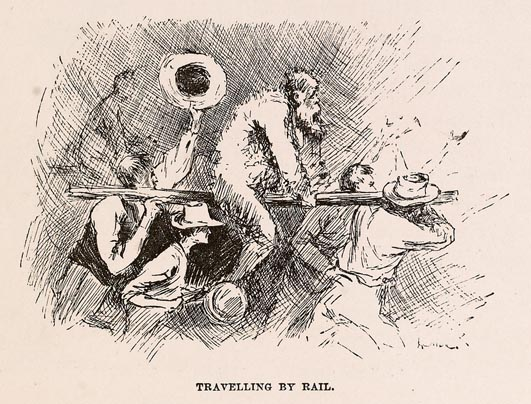
Comme au bon vieux temps de Huckleberry Finn, Homer l'indésirable, après avoir été tarred and feathered (enduit de goudron et de plumes), est promené à cheval sur un rail jusqu'aux limites de Springfield puis expulsé

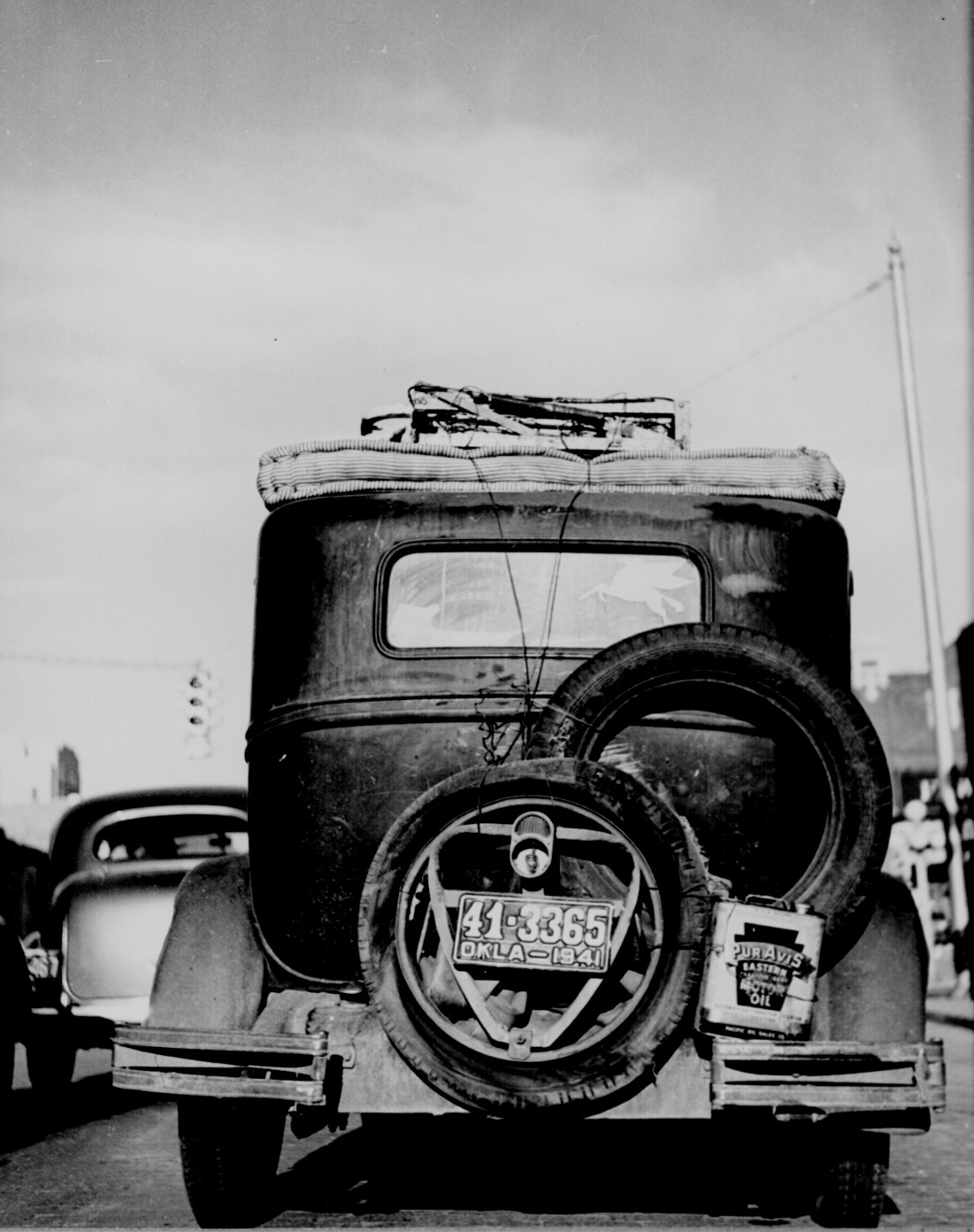
La voiture d'une famille d'okies (voir au centre de la roue de secours crevée la plaque d'immatriculation : OKLA-1941) migrant vers l'ouest en 1941